# Luis Guillermo Castellano
Luis Guillermo Castellano (Villa Dolores, Córdoba; 14 de junio de 1931-Alta Gracia, Córdoba; 14 de mayo de 2017) fue un oficial de la Fuerza Aérea Argentina que desempeñó el Comando de la Agrupación Fuerza Aérea Malvinas durante la guerra del Atlántico Sur.

## Carrera
En 1982 Luis Castellano ostentaba el grado de brigadier y ocupaba el cargo de jefe de la IX Brigada Aérea.

### Guerra de las Malvinas
El 2 de abril de 1982 el brigadier Castellano fue jefe del componente aéreo del Teatro de Operaciones Malvinas que realizó la Operación Rosario, por orden de la Junta Militar. El brigadier arribó al Aeropuerto de Puerto Stanley en el C-130H TC-68 del I Escuadrón.
Tras la escalada de la guerra, el Comité Militar comenzó a reforzar las islas. Castellano iba a ser el jefe del Estado Mayor de la Fuerza Aérea Sur pero el Comando Aéreo Estratégico lo designó comandante de la Agrupación Fuerza Aérea Malvinas.
Al constituirse el Comando Conjunto de la Guarnición Militar Malvinas, conducido por el general de brigada Mario Benjamín Menéndez, la Agrupación Fuerza Aérea Malvinas dependía de este nuevo comando de forma administrativa y funcional, mientras que en lo operativo se coordinaba con la Fuerza Aérea Sur, dirigida por el brigadier Ernesto Crespo.
El día de la rendición argentina, el brigadier Castellano conversó con el comandante en jefe de la Fuerza Aérea Basilio Lami Dozo, sito en el Aeropuerto de Puerto San Julián. Castellano le solicitó ordenar suspender toda operación aérea, ya que no tenía sentido ante una situación operacional irreversible.
Castellano siendo oficial de la FAA recibió del mayor general Jeremy Moore su reconocimiento del valor y el poderío de la Fuerza Aérea Argentina.
Los británicos subieron al brigadier argentino al buque HMS Fearless haciéndolo prisionero de guerra. En tal calidad permaneció entre el 14 de junio y el 14 de julio de 1982. El 30 de junio pasó al buque Saint Edmund igualmente que el resto de los PDG. El buque arribó el 14 de julio a Puerto Madryn. Siendo recibido formalmente viajó a Ezeiza para presentar los efectivos al comandante en jefe Lami Dozo. A partir de allí se reintegró a su destino natural de paz.

## Muerte
Luis Guillermo Castellano murió el día 14 de mayo de 2017 en la ciudad de Alta Gracia, provincia de Córdoba.